# Phường 5, thành phố Bạc Liêu
Phường 5 là một phường cũ thuộc thành phố Bạc Liêu, tỉnh Bạc Liêu, Việt Nam.

## Địa lý
Phường 5 nằm gần trung tâm thành phố Bạc Liêu, có vị trí địa lý:
- Phía đông giáp xã Vĩnh Trạch
- Phía tây giáp Phường 2
- Phía nam giáp phường Nhà Mát và xã Hiệp Thành
- Phía bắc giáp Phường 1 và Phường 3.

Phường 5 có diện tích 10,22 km², dân số năm 2022 là 22.271 người, mật độ dân số đạt 2.179 người/km².

## Hành chính
Phường 5 được chia thành 8 khóm: 1, 2, 3, 4, 5, 6, 7, 8.

## Lịch sử
Sau năm 1975, Phường 5 thuộc thị xã Bạc Liêu, tỉnh Bạc Liêu.
Ngày 29 tháng 12 năm 1978, Hội đồng Chính phủ ban hành Quyết định số 326-CP. Theo đó, Phường 5 thuộc thị xã Minh Hải, tỉnh Minh Hải.
Ngày 17 tháng 5 năm 1984, Hội đồng Bộ trưởng ban hành Quyết định số 75-HĐBT về việc đổi tên thị xã Minh Hải thành thị xã Bạc Liêu thuộc tỉnh Minh Hải. Khi đó, Phường 5 thuộc thị xã Bạc Liêu.
Ngày 2 tháng 2 năm 1991, Ban Tổ chức Chính phủ ban hành Quyết định 51/QĐ-TCCP về việc sáp nhập Phường 6 vào Phường 5.
Ngày 6 tháng 11 năm 1996, Quốc hội ban hành Nghị quyết về việc chia tỉnh Minh Hải thành tỉnh Bạc Liêu và tỉnh Cà Mau. Khi đó, Phường 5 thuộc thị xã Bạc Liêu, tỉnh Bạc Liêu.
Ngày 27 tháng 8 năm 2010, Chính phủ ban hành Nghị quyết số 32/NQ-CP về việc thành lập thành lập thành phố Bạc Liêu thuộc tỉnh Bạc Liêu. Khi đó, Phường 5 trực thuộc thành phố Bạc Liêu.

## Giao thông
- Đường Nam Sông Hậu (Tôn Đức Thắng, Nguyễn Thị Minh Khai)
- Đường Tỉnh lộ 38 (Nguyễn Thị Minh Khai)
- Đường Cao Văn Lầu
- Đường Nguyễn Thị Minh Khai
- Đường Thống Nhất
- Đường Đống Đa
- Đường Nguyễn Du
- Đường Phạm Ngũ Lão
- Đường Hồ Thị Kỷ
- Đường Lý Văn Lâm
- Đường Lê Thị Hồng Gấm
- Đường Tôn Đức Thắng
- Đường Nam Kỳ Khởi Nghĩa
- Đường Duy Tân
- Đường Đồng Khởi
- Đường Nguyễn Viết Xuân
- Đường Nguyễn Trung Trực
- Đường Nguyễn Tri Phương
- Đường Lê Quý Đôn
- Đường Hàm Nghi
- Đường Nhạc Khị
- Đường Phó Đức Chính
- Đường Nọc Nạn
- Đường Lê Đại Hành
- Đường Bông Văn Dĩa
- Đường Trần Văn Trà
- Đường Lò Rèn.